# Fornix Fabianus
Der Fornix Fabianus, auch fornix Fabiorum oder arcus Fabianus genannt, war einer der ältesten Triumphbögen Roms und befand sich auf dem Forum Romanum.
Der mit Statuen der gens Fabia geschmückte Bogen wurde von Quintus Fabius Maximus im Jahr 121 v. Chr. errichtet, um seinen Sieg über die Allobroger zu feiern. Er war der erste seiner Art am oder in der Nähe des Forum Romanum, an dessen Ostende er neben der Via Sacra stand. Für eine genaue Lokalisierung sind die literarischen Angaben zu unterschiedlich. Der Bogen lag entweder „nächst der Regia auf der Via Sacra“, „beim Tempel der Vesta“, „an der Via Sacra nach dem Castortempel“ oder „beim Puteal des Lucius Scribonius Libo, das sich in der porticus Iulia befindet“. Insbesondere die Erwähnung und Identifizierung der porticus Iulia bietet hierbei große Schwierigkeiten, da unklar ist, ob in ihr die Basilica Iulia oder eine eigenständige Portikus, die an den Tempel des Caesar angelehnt war, zu vermuten ist.
Da sich in dem immer wieder stark umgegrabenen und geplünderten Bereich auf dem Forum keine dem Bogen zuzuweisenden Architekturreste fanden, ist seine Lage ungewiss. Früher wurde er am Ostende der Regia vermutet, heute nimmt man eher eine Lage im nördlichen Verlauf der Via Sacra am Westende der Regia an.
Der Bogen wurde im Jahr 57 v. Chr. von dem kurulischen Ädilen Quintus Fabius Maximus, einem Enkel des Siegers über die Allobroger, restauriert. Die diesbezüglichen Inschriften wurden 1540 bis 1546 ausgegraben, sind aber seither verschollen. Der Bogen gehörte zu den wenigen Bauten seiner Art, für die auch nach dem Bedeutungswandel des Wortes fornix die Bezeichnung beibehalten wurde.